# 维勒加扬克
维勒加扬克（法語：Villegailhenc，法語發音：[vilɡajɛ̃k] ⓘ）是法国奥德省的一个市镇，位于该省中北部，省会卡尔卡松市区以北，属于卡尔卡松区。该市镇2009年时的人口为1,735人。

## 人口
维勒加扬克人口变化图示
| 数据来源：INSEE |